# XX століття. Електричне життя
«XX століття. Електричне життя» (фр. Le Vingtième siècle. La vie électrique) — науково-фантастичний роман, написаний французьким письменником Альбером Робідою та виданий у 1891 році.
Роман мав на меті описати різні аспекти життя Франції 1955 року. Робіда вплітає у свій сюжет наукову роботу та технологічні досягнення видатного французького вченого Філокса Лорріса. Великий акцент зроблено на тому, як нові технології трансформували французьке суспільство та індивідуальне життя людей. Роман написаний у жвавому тоні та містить багато комічних ситуацій. Оригінальне французьке видання містило численні ілюстрації, намальовані автором, які виконані в сатиричному стилі, що відображає іншу професію Робіди — карикатуриста.

## Сюжет
Під час грози у Франції Джордж Лорріс та Естель Лакомб спілкуються за допомогою телефонографа. Джордж, військовий інженер і син відомого винахідника Філокса Лорріса, планує одружитися з Естель, але стикається з протидією свого батька, який віддає перевагу іншим нареченим. Попри спроби Філокса розлучити їх, Джордж та Естель відвідують село разом із Сульфатіном та його підопічними. Втручання Філокса не вдається, а Джордж досягає успіху у військових маневрах.
Філокс зосереджується на двох винаходах: біологічній зброї та вакцині, що зміцнює здоров'я. Він організовує вечірку для їхньої презентації, але нещасний випадок із Сульфатіном ставить захід під загрозу. Копії Естель рятують ситуацію. Під час демонстрації плутанина призводить до вивільнення біологічної зброї, що спричиняє паніку та отруєння. Філокс, Сульфатин та інші одужують завдяки вакцині, що перетворює її на національну сенсацію.
Зрештою, Джордж одружується з Естель, а Філокс, щоби зберегти обличчя, організовує шлюби між іншими нареченими та ключовими персонажами, уникаючи судових позовів.